# Морен, Зигмунд
Зигмунд Морен (норв. Sigmund Moren; 27 ноября 1913, Трюсиль губернии Хедмарк в Норвегии — 4 февраля 1996, Эльверум) — норвежский филолог, энциклопедист, театральный и литературный критик, детский писатель
, журналист, переводчик.

## Биография
Родился в семье писателя Свена Морена (1871—1938), брат поэтессы Халдис Мурен Весос (1907—1995).
С 1935 по 1937 год — учитель средней школы г. Эльверума. Окончил филологический факультет университет Осло в 1943 г. В 1945—1956 годах работал в издательстве Gyldendal. С 1956 г. — директор школы.
Работал в газете Gyldendal Norsk Forlag. Был литературным и театральным критиком газеты Østlendingen, более 20 лет был сотрудником газеты Norsk Tidend. Кроме того, занимался литературным творчеством.
Дебютировал как детский писатель в 1953 году. В том же году был удостоен премии Dammprisen. В 1946 году был редактором издательства норвежской литературы для молодежи. Автор нескольких книг для чтения для младших классов средней школы, энциклопедии Гилдендала, одного из крупнейших издательств Норвегии, редактор тома о Хедмарке в серии книг By og bygd i Norge (1978).
Занимался переводами детских книг и школьных учебников на норвежский язык, редактировал новые издания книг своего отца Свена Морена.

## Избранные произведения
- Dimmi for venner (1953)
- Nattegjester på Jonsvangen (1957)